# Горсшу-Бенд (Техас)
Горсшу-Бенд (англ. Horseshoe Bend) — переписна місцевість (CDP) в США, в окрузі Паркер штату Техас. Населення — 949 осіб (2020).

## Географія
Горсшу-Бенд розташований за координатами 32°34′30″ пн. ш. 97°52′39″ зх. д. / 32.57500° пн. ш. 97.87750° зх. д. (32.575126, -97.877391).  За даними Бюро перепису населення США в 2010 році переписна місцевість мала площу 4,47 км², з яких 4,27 км² — суходіл та 0,21 км² — водойми.

## Демографія
Згідно з переписом 2010 року, у переписній місцевості мешкало 789 осіб у 343 домогосподарствах у складі 202 родин. Густота населення становила 176 осіб/км².  Було 519 помешкань (116/км²).
Расовий склад населення:
| - 93,2 % — білих - 1,1 % — корінних американців - 0,5 % — чорних або афроамериканців - 0,4 % — азіатів - 2,9 % — осіб інших рас |

До двох чи більше рас належало 1,9 %. Частка іспаномовних становила 9,4 % від усіх жителів.
За віковим діапазоном населення розподілялося таким чином: 19,8 % — особи молодші 18 років, 63,0 % — особи у віці 18—64 років, 17,2 % — особи у віці 65 років та старші. Медіана віку мешканця становила 45,8 року. На 100 осіб жіночої статі у переписній місцевості припадало 119,2 чоловіків;  на 100 жінок у віці від 18 років та старших — 121,3 чоловіків також старших 18 років.
Середній дохід на одне домашнє господарство  становив 41 144 долари США (медіана — 37 917), а середній дохід на одну сім'ю — 38 664 долари (медіана — 43 575). За межею бідності перебувало 9,3 % осіб, у тому числі 0,0 % дітей у віці до 18 років та 7,4 % осіб у віці 65 років та старших.
Цивільне працевлаштоване населення становило 298 осіб. Основні галузі зайнятості: освіта, охорона здоров'я та соціальна допомога — 49,7 %, мистецтво, розваги та відпочинок — 9,4 %, сільське господарство, лісництво, риболовля — 7,4 %, науковці, спеціалісти, менеджери — 6,7 %.